# Хюттиг, Ганс
Ганс Бенно Хюттиг (нем. Hans Benno Hüttig; 5 апреля 1894, Дрезден, Германская империя — 23 февраля 1980, Вахенхайм, ФРГ) — штурмбаннфюрер СС, комендант концлагерей Нацвейлер-Штрутгоф и Герцогенбуш.

## Биография
Ганс Хюттиг родился 5 апреля 1894 года в семье плотника. Рос в строгой евангелической обстановке. В 1908 году, после окончания школы, был отправлен в училище, готовившее к годовой военной службе, однако в 1911 году не смог сдать там выпускного экзамена. Хюттиг до 1913 года учился на фармацевта, после чего работал в фотоателье своего отца.
С марта 1914 года работал в компании по импорту и экспорту в Германскую Восточную Африку. После начала Первой мировой войны поступил добровольцем в колониальные войска в Восточной Африке. В декабре 1917 года был тяжело ранен и был доставлен в военный лазарет, который вскоре был захвачен британскими войсками. Находился в лагере для военнопленных близ Каира.
В 1920 году вернулся в Дрезден и работал в различных фирмах. В декабре 1921 года женился, однако в 30-х годах развёлся с женой, в браке с которой родилось двое детей. В 1924 году вступил в военизированную организацию «Стальной шлем». В 1926 году открыл собственное фотоателье, которое в 1930 году пришлось закрыть из-за экономического кризиса. С 1931 года был управляющим фирмы по аэрофотосъемки в Майсене. 1 мая 1932 года вступил в НСДАП (билет № 1127620) и в том же году — в СС (№ 127673).
В 1933 году был переведён в отряды СС «Мёртвая голова» и поступил на службу в охрану концлагеря Заксенбург. В 1935 году окончил учебный курс в концлагере Дахау и в 1937 году стал командиром взвода в концлагере Лихтенбург. В 1938 году стал адъютантом коменданта концлагеря Бухенвальд Карла Отто Коха и в 1939 году получил должность второго шуцхафтлагерфюрера. В лагере Хюттиг избивал заключенных:
Гауптштурмфюрер Хюттиг иногда устраивал развлечения для людей. Он приказал привезти в маленький лагерь «козла», устройство для применения телесных наказаний, прибыл сам с несколькими командирами блоков и нанес 25 ударов палкой без разбора каждому десятому заключенному. В случае, когда один заключённый хотел принять на себя те удары, которые по жребию выпали его брату, гауптштурмфюрер Хюттиг выразил свою признательность в том, что избил обоих.
В 1939 году был переведён в концлагерь Флоссенбюрг, где стал адъютантом коменданта. В 1940 году в концлагере Заксенхаузен стал первым шуцхафтлагерфюрером. 17 апреля 1941 года стал комендантом концлагеря Нацвейлер-Штрутгоф. Весной 1942 года был переведён в Норвегию, где стал начальником охраны полицейского лагеря Грини. В феврале 1944 года стал комендантом концлагеря Герцогенбуш и занимал этот пост до расформирования лагеря в сентябре 1944 года. В этот период Хюттиг заменил голландских капо на немецких из числа заключённых и принял дополнительные меры, чтобы максимально изолировать лагерь от внешнего мира и предотвратить случаи саботажа. Летом 1944 года отдал приказ расстрелять 450 участников движения сопротивления. С осени 1944 года и до конца войны работал в полицейском участке.
После окончания войны находился в лагере для интернированных лиц. 2 июля 1954 года французский военный трибунал в Меце приговорил его к пожизненному заключению. В 1956 году Хюттиг был освобождён и до своей смерти в 1980 году уединённо жил в Вахенхайме. 8 марта 1975 года дал интервью израильскому журналисту Тому Сегеву.